# The Register
The Register (auch El Reg genannt) ist eine britische Nachrichten-Website mit dem Schwerpunkt Informationstechnik. Eigentümer der Seite ist Situation Publishing.

## Geschichte
1994 wurde The Register von Mike Magee und John Lettics als Newsletter gegründet. 1998 wurde er zur Website.
2002 wurde The Register USA als Joint Venture mit Tom’s Hardware gegründet. Sitz war San Francisco, die Seite unter theregus.com zu erreichen. Später wurde der Ableger mit theregister.co.uk zusammengelegt.
2009 wurde das Projekt Paper Aircraft Released Into Space angekündigt. Dieses setzte 2010 erfolgreich ein Papierflugzeug in der oberen Atmosphäre ab.

## Inhalte
Hauptsächlich beschäftigt sich die Website mit technischen Neuigkeiten und Informationen. Dabei setzt sich die Zielgruppe vor allem aus Wissenschaftlern zusammen, jedoch gibt es auch viele Technik-Interessierte unter den Lesern.
Unter anderem werden Themen, wie Hard- und Software, Künstliche Intelligenz und technische Serviceleistungen behandelt, aber auch über das Transportwesen, wie Züge, Flugzeuge oder Brücken kann man sich auf der Website informieren. The Register übernimmt auch Inhalte nach dem Syndication-Prinzip, etwa die BOFH-Geschichten von Simon Travaglia.

## Reichweite
2013 hatte die Seite täglich etwa 470.000 Leser. Die mit 47 % meisten Abrufe die Seite erfolgten aus den USA, gefolgt von 18,5 % aus dem Vereinigten Königreich und 5,52 % aus Kanada.

## Berichte über Sicherheitslücken in Intel-Prozessoren
Am 2. Januar 2018 machte The Register öffentlich, dass Google seit längerer Zeit die Prozessordesigns von Intel untersucht und dabei ernsthafte Sicherheitslücken entdeckt hatte. Diese mussten auf Betriebssystem-Ebene umgangen werden, was Softwareupdates nötig machte.

## Kontroverse
Am 7. Oktober 2010 veröffentlichte der Klimawandelleugner Lewis Page im Register einen Artikel mit der Überschrift “Much of recent global warming actually caused by Sun” (deutsch: „Großteil der kürzlichen Erderwärmung eigentlich von Sonne verursacht“). Martin Robbins kritisierte die Zeitung daraufhin in The Guardian dafür, dass sie nicht klargestellt hatte, dass die Schwankungen zyklisch sind und ihre Existenz bereits bekannt war: Die 11-Jahres-Zyklen der Sonne erwärmen die Erde regelmäßig während eines Teils des Zyklus, kühlen sie aber während des anderen Teils gleichermaßen wieder ab. Der wissenschaftliche Artikel stellt die Hypothese auf, dass die Zyklen sich andersherum verhalten, als normalerweise angenommen. Im Gegensatz zu den Implikationen des Registers widersprechen sie aber nicht dem wissenschaftlichen Konsens zur menschengemachten Erderwärmung. Robbins kritisiert den Register weiterhin für seine mehrmalige Verwendung des Worts “boffin”, eines abwertenden Begriffs für einen Wissenschaftler, welcher “common at the random-USE-of-CAPITALS end of tabloid journalism” (deutsch: „im Boulevardjournalismus der Marke willkürliches-BENUTZEN-von-GROSSBUCHSTABEN üblich“) sei. In einer Antwort im Register verteidigte Page seine Überschrift als technisch korrekt und schrieb “down here at the random-use-of-capitals end of tabloid journalism, Mr Robbins, we DON'T CARE what YOU THINK."” (deutsch: „hier im Boulevardjournalismus der Marke willkürliches-Benutzen-von-Großbuchstaben INTERESSIERT uns NICHT was SIE DENKEN.“)